# Liga LEB 2000-01
La edición 2000-01 de la liga LEB fue la quinta edición de la máxima categoría de la Liga Española de Baloncesto. 

## Temporada regular
| #  | Equipos              | J  | G  | P  | PF   | PC   | Ascenso o descenso              |
| -- | -------------------- | -- | -- | -- | ---- | ---- | ------------------------------- |
| 1  | León Caja España     | 30 | 23 | 7  | 2515 | 2332 | Playoffs de ascenso a la ACB    |
| 2  | Caprabo Lleida       | 30 | 22 | 8  | 2591 | 2326 | Playoffs de ascenso a la ACB    |
| 3  | Minorisa.net Manresa | 30 | 22 | 8  | 2576 | 2309 | Playoffs de ascenso a la ACB    |
| 4  | CB Granada           | 30 | 19 | 11 | 2523 | 2419 | Playoffs de ascenso a la ACB    |
| 5  | Drac Inca            | 30 | 17 | 13 | 2293 | 2259 | Playoffs de ascenso a la ACB    |
| 6  | CB Ciudad de Huelva  | 30 | 16 | 14 | 2409 | 2326 | Playoffs de ascenso a la ACB    |
| 7  | Cajasur Córdoba      | 30 | 16 | 14 | 2431 | 2447 | Playoffs de ascenso a la ACB    |
| 8  | Coinga Menorca       | 30 | 16 | 14 | 2592 | 2500 | Playoffs de ascenso a la ACB    |
| 9  | Etosa Murcia         | 30 | 15 | 15 | 2381 | 2319 |                                 |
| 10 | CB Los Barrios       | 30 | 14 | 16 | 2492 | 2557 |                                 |
| 11 | Tenerife Baloncesto  | 30 | 12 | 18 | 2445 | 2440 |                                 |
| 12 | Melilla Baloncesto   | 30 | 11 | 19 | 2402 | 2490 |                                 |
| 13 | Ulla Oil Rosalía     | 30 | 10 | 20 | 2449 | 2616 | Playoffs de descenso a la LEB 2 |
| 14 | Sondeos del Norte    | 30 | 10 | 20 | 2289 | 2439 | Playoffs de descenso a la LEB 2 |
| 15 | Abeconsa Ferrol      | 30 | 9  | 21 | 2304 | 2692 | Playoffs de descenso a la LEB 2 |
| 16 | Badajoz Caja Rural   | 30 | 8  | 22 | 2326 | 2547 | Playoffs de descenso a la LEB 2 |

## Playoffs de ascenso
Los ganadores de las dos semifinales ascendieron a la Liga ACB.
|  | Cuartos | Cuartos             | Cuartos |                  |       | Semifinales    | Semifinales | Semifinales |  |   | Final          | Final | Final |  |
|  |         |                     |         |                  |       |                |             |             |  |   |                |       |       |  |
|  |         |                     |         |                  |       |                |             |             |  |   |                |       |       |  |
|  | 1       | León Caja España    | 1       |                  |       |                |             |             |  |   |                |       |       |  |
|  | 1       | León Caja España    | 1       |                  |       |                |             |             |  |   |                |       |       |  |
|  | 8       | Menorca Bàsquet     | 3       |                  |       |                |             |             |  |   |                |       |       |  |
|  | 8       | Menorca Bàsquet     | 3       |                  | 4     | CB Granada     | 3           |             |  |   |                |       |       |  |
|  |         |                     |         |                  | 4     | CB Granada     | 3           |             |  |   |                |       |       |  |
|  |         |                     | 8       | Menorca Bàsquet  | 2     |                |             |             |  |   |                |       |       |  |
|  | 4       | CB Granada          | 8       | Menorca Bàsquet  | 2     | 3              |             |             |  |   |                |       |       |  |
|  | 4       | CB Granada          |         |                  |       |                |             |             |  |   |                |       |       |  |
|  | 5       | Drac Inca           | 2       |                  |       |                |             |             |  |   |                |       |       |  |
|  | 5       | Drac Inca           | 2       |                  |       |                |             |             |  | 1 | Caprabo Lleida | 89+82 |       |  |
|  |         |                     |         |                  |       |                |             |             |  | 1 | Caprabo Lleida | 89+82 |       |  |
|  |         |                     | 2       | CB Granada       | 92+67 |                |             |             |  |   |                |       |       |  |
|  | 2       | Caprabo Lleida      | 2       | CB Granada       | 92+67 | 3              |             |             |  |   |                |       |       |  |
|  | 2       | Caprabo Lleida      |         |                  |       |                |             |             |  |   |                |       |       |  |
|  | 7       | Cajasur Córdoba     | 0       |                  |       |                |             |             |  |   |                |       |       |  |
|  | 7       | Cajasur Córdoba     | 0       |                  | 2     | Caprabo Lleida | 3           |             |  |   |                |       |       |  |
|  |         |                     |         |                  | 2     | Caprabo Lleida | 3           |             |  |   |                |       |       |  |
|  |         |                     | 3       | Minorisa Manresa | 1     |                |             |             |  |   |                |       |       |  |
|  | 3       | Minorisa Manresa    | 3       | Minorisa Manresa | 1     | 3              |             |             |  |   |                |       |       |  |
|  | 3       | Minorisa Manresa    |         |                  |       |                |             |             |  |   |                |       |       |  |
|  | 6       | CB Ciudad de Huelva | 1       |                  |       |                |             |             |  |   |                |       |       |  |
|  | 6       | CB Ciudad de Huelva | 1       |                  |       |                |             |             |  |   |                |       |       |  |
|  |         |                     |         |                  |       |                |             |             |  |   |                |       |       |  |

## Playoffs de descenso
|  | 13 | Ulla Oil Rosalía   | 3 |  |
|  | 13 | Ulla Oil Rosalía   | 3 |  |
|  | 16 | Badajoz Caja Rural | 2 |  |
|  | 16 | Badajoz Caja Rural | 2 |  |

|  | 14 | Sondeos del Norte | 3 |  |
|  | 14 | Sondeos del Norte | 3 |  |
|  | 15 | Abeconsa Ferrol   | 0 |  |
|  | 15 | Abeconsa Ferrol   | 0 |  |

Badajoz Caja Rural y Abeconsa Ferrol, descendieron a la LEB-2.